# Place de la Commune-de-Paris (Saïgon)
Pour les articles homonymes, voir Place de la Commune-de-Paris.
La place de la Commune-de-Paris (vietnamien : Công trường Công xã Paris) est une petite place située dans le 1er arrondissement au centre de Hô Chi Minh-Ville au Viêt Nam. 

## Présentation
La place est située entre la cathédrale Notre-Dame de Saïgon et la rue Nguyen Du. 
Elle est aussi le point de départ de la célèbre Rue Đồng Khởi. 
La place est bordée par deux œuvres architecturales remarquables : la cathédrale Notre-Dame et la poste centrale de Saïgon.

## Histoire
La place était nommée place de la Cathédrale au temps de la période de l'Indochine française. 
En 1903, le gouvernement colonial érige au centre de la place une statue en bronze du prêtre catholique Pierre Pigneau de Behaine et du prince juvénile Nguyễn Phúc Cảnh. 
La statue est abattue en octobre 1945, laissant un piédestal de statue vide. 
En 1959, sous la République du Viêt Nam du Sud, une nouvelle statue de Notre-Dame de la Paix (vietnamien : Tượng Đức Bà Hòa Bình) est érigée en l'honneur de la Bienheureuse Vierge Marie. 
La place elle-même était appelée place Hòa Bình (vietnamien : Công trường Hòa Bình, signifiant « place de la paix »). 
En mai 1964, le gouvernement sud-vietnamien la renomme Place du président John F. Kennedy (vietnamien : Công trường Tổng thống John F. Kennedy) en l'honneur du président américain assassiné. 
Le nom actuel de « Place de la Commune-de-Paris » lui été donné après la chute de Saïgon.

## Galerie

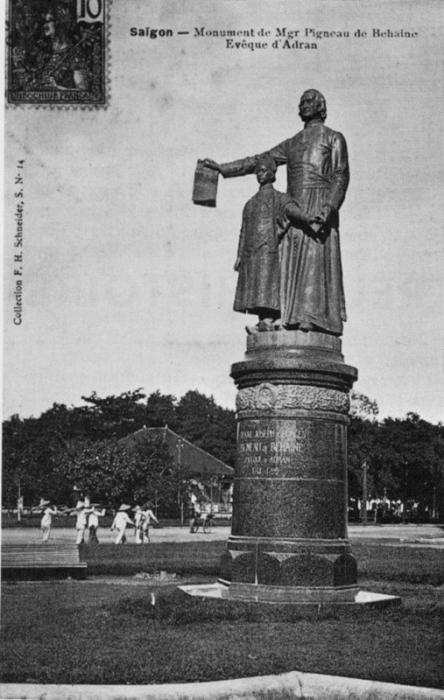
Statue de Pigneau.